# Campeonato Uruguayo Femenino Divisional A 2016
El Campeonato Uruguayo de Fútbol Femenino constituyó el 20.° torneo de primera división del fútbol femenino uruguayo organizado por la AUF, correspondiente al año 2016. El campeón y clasificado a la Copa Libertadores fue Colón Fútbol Club.

## Equipos participantes

### Datos de los equipos
| Club                 | Ciudad      | Estadio            | Capacidad | Fundación                | Temporadas | Temp. Consecutivas | Títulos | Subtítulos | 2015         |
| -------------------- | ----------- | ------------------ | --------- | ------------------------ | ---------- | ------------------ | ------- | ---------- | ------------ |
| Colón                | Montevideo  | Parque Suero       | 2.000     | 12 de marzo de 1907      | 7          | 7                  | 3       | —          | Campeón      |
| Figli della Toscana  | Montevideo  | -                  | -         | -                        | 1          | 1                  | —       | —          | Primera fase |
| Línea D CUTCSA       | Montevideo  | -                  | -         | -                        | 1          | 1                  | —       | —          | Primera fase |
| Montevideo Wanderers | Montevideo  | Devoto (cancha 2)  | -         | 15 de agosto de 1902     | 13         | 4                  | —       | —          | Segunda fase |
| Nacional             | Montevideo  | Los Céspedes       | -         | 14 de mayo de 1899       | 14         | 6                  | 4       | 7          | Vicecampeón  |
| Oriental             | Canelones   | -                  | -         | 24 de junio de 1924      | —          | —                  | —       | —          | —            |
| Peñarol              | Montevideo  | José Pedro Damiani | 12.000    | 28 de septiembre de 1891 | 2          | —                  | —       | —          | —            |
| River Plate          | Montevideo  | River Plate        | -         | 11 de mayo de 1932       | 11         | 3                  | 2       | 2          | Segunda fase |
| SAC Canelones        | Las Piedras | Monegal            | 6.000     | 19 de septiembre de 1958 | 2          | 2                  | —       | —          | Primera fase |
| Salus                | Montevideo  | Parque Salus       | -         | 10 de abril de 1928      | 5          | 5                  | —       | —          | Primera fase |
| Seminario            | Montevideo  | -                  | -         | -                        | 5          | 5                  | —       | —          | Primera fase |
| UdelaR               | Montevideo  | La Bombonera       | 6.000     | 18 de julio de 1849      | 11         | 11                 | —       | —          | Primera fase |
| Uruguay Montevideo   | Montevideo  | -                  | -         | 5 de enero de 1921       | —          | —                  | —       | —          | —            |

## Clasificación

### Primera fase
| Equipo              | Pts. | PJ | PG | PE | PP | GF | GC  | Dif. |
| ------------------- | ---- | -- | -- | -- | -- | -- | --- | ---- |
| Nacional            | 34   | 12 | 11 | 1  | 0  | 76 | 2   | 74   |
| Peñarol             | 34   | 12 | 11 | 1  | 0  | 66 | 2   | 64   |
| Colón               | 30   | 12 | 10 | 0  | 2  | 56 | 5   | 51   |
| River Plate         | 25   | 12 | 8  | 1  | 3  | 45 | 11  | 34   |
| Wanderers           | 22   | 12 | 7  | 1  | 4  | 30 | 20  | 10   |
| SAC (Canelones)     | 19   | 12 | 6  | 1  | 5  | 37 | 24  | 13   |
| Uruguay Montevideo  | 16   | 12 | 5  | 1  | 6  | 15 | 22  | -7   |
| Salus               | 13   | 12 | 4  | 1  | 7  | 20 | 35  | -15  |
| CUTCSA              | 12   | 12 | 3  | 3  | 6  | 16 | 26  | -10  |
| Uni. R.O.U.         | 8    | 12 | 2  | 2  | 8  | 8  | 34  | -26  |
| Seminario           | 7    | 12 | 2  | 1  | 9  | 16 | 41  | -25  |
| Figli Della Toscana | 7    | 12 | 2  | 1  | 9  | 6  | 46  | -40  |
| Oriental            | 0    | 12 | 0  | 0  | 12 | 3  | 126 | -123 |

|  | Clasificaron a Segunda Fase       |
|  | Descendieron al Divisional B 2016 |

### Segunda fase
| Equipo             | Pts. | PJ | PG | PE | PP | GF | GC | Dif. |
| ------------------ | ---- | -- | -- | -- | -- | -- | -- | ---- |
| Colón              | 34   | 12 | 11 | 1  | 0  | 39 | 4  | 35   |
| Nacional           | 25   | 12 | 8  | 1  | 3  | 33 | 11 | 22   |
| Peñarol            | 24   | 12 | 7  | 3  | 2  | 35 | 14 | 21   |
| River Plate        | 19   | 12 | 6  | 1  | 5  | 41 | 20 | 21   |
| SAC (Canelones)    | 11   | 12 | 3  | 2  | 7  | 19 | 28 | -9   |
| Wanderers          | 4    | 12 | 1  | 1  | 10 | 8  | 61 | -53  |
| Uruguay Montevideo | 3    | 12 | 0  | 3  | 9  | 7  | 44 | -37  |

|  | Campeón y clasificado a Copa Libertadores 2017 |
|  | Descendió al Divisional B 2017                 |

| Uruguay                                 |
| Campeón Uruguayo 2016 Colón 4.to título |